# Lauro Azzolini
Pour les articles homonymes, voir Azzolini.
Lauro Azzolini, né à Casina, le 10 septembre 1943, est un ancien brigadiste italien.
Appartenant au Gruppo reggiano (groupe reggiano), il est entré dans la clandestinité en 1974 et a été directement impliqué dans de nombreux actes criminels. Expérimenté dans le secteur logistique, il est membre du comité exécutif de l'organisation depuis 1976 et joue un rôle important dans le processus décisionnel et dans les choix politiques faits par le groupe terroriste lors de l'enlèvement de Aldo Moro. Arrêté à Milan en octobre dans l'appartement de la Via Montenevoso, il est condamné à la réclusion à perpétuité. Il bénéficie des avantages prévus par la loi et travaille dans une coopérative qui s’occupe du secteur des personnes handicapées.

## Biographie

### Initiation et adhésion aux Brigades rouges
Son militantisme politique a débuté en tant que membre du FGCI, puis du CPOS (Collectif des travailleurs étudiants politiques), fondé par des jeunes de Reggio d'Émilie, dont Alberto Franceschini, Prospero Gallinari, Roberto Ognibene, Fabrizio Pelli et Tonino Loris Paroli, à la fin des années soixante. Par la suite, Azzolini rejoignit le PCI et travailla simultanément à l'usine Lombardini de Reggio d'Émilie, fabricant de moteurs industriels.
La rébellion d'Azzolini, selon ce qu'il a rapporté dans une interview accordée à la Gazzetta di Reggio le 19 janvier 1984, a commencé en 1960. Lauro, alors âgé de 17 ans, membre du FGCI, a participé à une manifestation à Reggio d'Émilie, contre le gouvernement Tambroni, au cours duquel la police tira plusieurs coups de feu, tuant cinq manifestants.
Il a rejoint les BR au début des années 1970, en septembre 1974, après l’arrestation de Renato Curcio et d’Alberto Franceschini. Il s’est caché sous le nom de guerre de Menco. Après une période d'activité dans la colonne brigadiste de Turin, il devint à partir de 1975 directeur de la colonne de Milan et chef du Front logistique, le secteur de l'organisation engagé dans l'achat d'armes, de bases et de matériel. Puis, avec Mario Moretti, Rocco Micaletto et Franco Bonisoli, il rejoint le comité exécutif des Brigades rouges.

### Lutte armée chez les Brigades rouges
Il a pris part à une série d'actions terroristes: avec Calogero Diana, il a tué l'assistant du chef Francesco Cusano (Biella, 1er septembre 1976); il a pris part à l'attaque du Confapi d'Ancône; En 1977, il était présent lorsqu'Indro Montanelli fut blessé à Milan, laquelle participaient également Franco Bonisoli et Calogero Diana.
Au cours de l'enlèvement Moro, il a occupé des postes de direction, partageant toutes les décisions fondamentales des BR avec les autres membres du Comité exécutif, Mario Moretti, Rocco Micaletto et Franco Bonisoli. En général, il était responsable des opérations terroristes menées par les Brigades rouges, en particulier entre 1976 et 1978, au cours desquelles, en tant que membre du Comité exécutif et du Front logistique, il avait joué un rôle fondamental en matière de gestion et d’organisation.
En juillet 1978, Lauro Azzolini a perdu par inadvertance son sac à Florence, qui contenait, outre le pistolet, des documents et des notes de l'organisation, un permis de conduire, une carte grise, un billet de cabinet dentaire et un jeu de clés. Le sac a été récupéré par la police et a permis aux carabiniers, après une enquête minutieuse et complexe, de retrouver les Brigades rouges à Milan.
Le centre de lutte contre le terrorisme du général Carlo Alberto Dalla Chiesa a identifié, photographié et suivi Azzolini au cabinet dentaire et chez le revendeur de scooters; l'appartement correspondant au jeu de clés situé à Milan, via Monte Nevoso, a également été identifié. Le 1er octobre 1978, avec huit autres brigadistes, dont Franco Bonisoli, Antonio Savino et Nadia Mantovani, il est capturé à Milan, juste à l'extérieur de la base de la Via Monte Nevoso.
En 2000, Azzolini a publiquement démenti les rumeurs selon lesquelles il serait infiltré par les espions à la solde du général Carlo Alberto Dalla Chiesa, le raid sur la Via Monte Nevoso étant précisément lié à la perte de la bourse susmentionnée, elle a donc été interprétée comme une perte délibérée.
Patrizio Peci parle aussi de Lauro Azzolini dans son égo, l'infâme. Peci le définit « comme étant capable, intelligent, mais aussi vain et toujours prêt à prendre soin de son apparence ». Chez les BR, il était lié à Raffaele Fiore.
Condamné à quatre peines de réclusion à perpétuité, il est actuellement[Quand ?] en semi-liberté et travaille en dehors de Milan.